# Gran Premi de Mònaco del 1973
Resultats del Gran Premi de Mònaco de Fórmula 1 de la temporada 1973, disputat al circuit urbà de Montecarlo el 3 de juny del 1973.

## Resultats de la cursa
| Pos | No | Pilot                | Equip               | Voltes | Temps/ Retir.         | Pos. de sort. | Punts |
| --- | -- | -------------------- | ------------------- | ------ | --------------------- | ------------- | ----- |
| 1   | 5  | Jackie Stewart       | Tyrrell - Ford      | 78     | 1h 57' 44. 3          | 1             | 9     |
| 2   | 1  | Emerson Fittipaldi   | Lotus - Ford        | 78     | + 1.3 s               | 5             | 6     |
| 3   | 2  | Ronnie Peterson      | Lotus - Ford        | 77     | + 1 Volta             | 2             | 4     |
| 4   | 6  | François Cevert      | Tyrrell - Ford      | 77     | + 1 Volta             | 4             | 3     |
| 5   | 8  | Peter Revson         | McLaren - Ford      | 76     | + 2 Voltes            | 15            | 2     |
| 6   | 7  | Denny Hulme          | McLaren - Ford      | 76     | + 2 Voltes            | 3             | 1     |
| 7   | 9  | Andrea de Adamich    | Brabham - Ford      | 75     | + 3 Voltes            | 25            |       |
| 8   | 23 | Mike Hailwood        | Surtees - Ford      | 75     | + 3 Voltes            | 13            |       |
| 9   | 27 | James Hunt           | March - Ford        | 73     | Motor                 | 18            |       |
| 10  | 17 | Jackie Oliver        | Shadow - Ford       | 72     | + 6 Voltes            | 22            |       |
| 11  | 11 | Wilson Fittipaldi    | Brabham - Ford      | 71     | Prob. amb el comb.    | 9             |       |
| Ret | 14 | Jean-Pierre Jarier   | March - Ford        | 67     | Caixa canvi           | 14            |       |
| Ret | 12 | Graham Hill          | Shadow - Ford       | 62     | Suspensions           | 24            |       |
| Ret | 4  | Arturo Merzario      | Ferrari             | 58     | Pressió de l'oli      | 16            |       |
| Ret | 10 | Carlos Reutemann     | Brabham - Ford      | 46     | Caixa canvi           | 19            |       |
| Ret | 3  | Jacky Ickx           | Ferrari             | 44     | Palier                | 7             |       |
| Ret | 25 | Howden Ganley        | Iso Marlboro - Ford | 41     | Palier                | 10            |       |
| Ret | 20 | Jean-Pierre Beltoise | BRM                 | 39     | Accident              | 11            |       |
| Ret | 24 | Carlos Pace          | Surtees - Ford      | 31     | Palier                | 17            |       |
| Ret | 18 | David Purley         | March - Ford        | 31     | Pèrdua de combustible | 23            |       |
| Ret | 26 | Nanni Galli          | Iso Marlboro - Ford | 30     | Palier                | 21            |       |
| Ret | 21 | Niki Lauda           | BRM                 | 24     | Caixa canvi           | 6             |       |
| Ret | 22 | Chris Amon           | Tecno               | 22     | Sobreescalfament      | 12            |       |
| Ret | 19 | Clay Regazzoni       | BRM                 | 15     | Frens                 | 8             |       |
| Ret | 15 | Mike Beuttler        | March - Ford        | 3      | Motor                 | 20            |       |

## Altres
- Pole: Jackie Stewart 1' 27. 5
- Volta ràpida: Emerson Fittipaldi 1' 28. 1 (a la volta 78)